# Zizi Roberts
Kobulah « Zizi » Roberts est un footballeur libérien né le 13 juin 1979 à Monrovia au Liberia. Il est attaquant et peut également jouer défenseur.

## Carrière
- 1994-1996 : Junior Professional FC (Monrovia)
- 1997-1998 : AC Monza
- 1998-1999 : Ravenne Calcio
- 1999 : AC Bellinzone
- 1999 : Ionikos Le Pirée
- 2000-2001 : Panionios
- 2001-2002 : Olympiakos
- Novembre 2002-2004 : Colorado Rapids

## Palmarès
- Vainqueur du Championnat du Liberia de football en  1996.
- Champion de D2 du Liberia en 1994.
- Vainqueur du Championnat de Grèce de football en 2002.
- Finaliste de la Coupe de Grèce de football en 2002.

- 31 sélections (15 en tant que défenseur, 16 en tant qu'attaquant), 9 buts avec l'équipe du Liberia.
- Début internationaux en 1996, lors des éliminatoires de la Coupe du monde de football de 1998 à l'occasion du match Liberia-Gambie.

- Liberian Soccer Player of the Year en 2003.